# Kriegsverbrecherprozesse in Indochina
Die Kriegsverbrecherprozesse in Indochina wurden von der französischen Kolonialmacht gegen japanische Militärpersonen (als Kriegsverbrecher der Kategorien B und C) oder deren Helfer wegen während der japanischen Besetzung Indochinas begangener Kriegsverbrechen durchgeführt.

## Organisation
Das „freie“ Frankreich war seit Oktober 1943 Mitglied der UNWCC und des Far Eastern Sub-Committee on War Crimes (FEAC, später FEC) in Chongqing. Man folgte im Wesentlichen der Kategorisierung japanischer Kriegsverbrecher der FEC. Im Mutterland wurden 40.000 Kollaborateure und Nazi-Kriegsverbrecher vor Sondergerichte gestellt. Nominell hatte in Indochina bis zum 9. März 1945 eine (Vichy-)französische Kolonialverwaltung bestanden, die als Verbündeter der Japaner galt.
Mit der Verordnung vom 28. August 1944, die nicht nur in Frankreich und Algerien, sondern auch in den anderen Kolonien galt, waren von der Regierung General Charles de Gaulles (France libre) militärische Kriegsverbrechertribunale eingerichtet worden. Was genau ein Kriegsverbrechen darstellt, wurde nicht definiert, dies ergab sich aus dem Code pénal und dem Code de Justice Militaire. Die fünf (in Friedenszeiten sieben) Richter mussten Angehörige (nicht unbedingt Offiziere) der französischen Streitkräfte oder der Résistance (gewesen) sein. Der Vorsitzende konnte die Bestimmungen zur Beweisaufnahme nach Belieben bestimmen. Urteile wurden durch Mehrheitsentscheidung gefällt, in Friedenszeiten war eine Mehrheit von 5:2 nötig. Die Verfahren waren prinzipiell öffentlich, jedoch war ein Ausschluss aus Sicherheitsgründen zulässig. Die Urteile waren mit Begründungen zu versehen. Französisches Recht gestattet die Verurteilung in absentia. Die Teilnahme von Richtern anderer alliierter Nationen war – im Unterschied zu britischer und amerikanischer (beim Supreme Commander for the Allied Powers (SCAP)) Praxis – nicht vorgesehen, jedoch wurde mit den Anklägern des SEAC zusammengearbeitet.
Die Anklage (Acte d’Accusation) wurde vom Staatsanwalt präsentiert, der normalerweise ein ziviler Jurist war.
Den Angeklagten wurde es freigestellt, sich von einem Anwalt ihrer Wahl vertreten zu lassen, gegebenenfalls wurde ein Pflichtverteidiger bestellt. Die Anklage und eine Liste der Zeugen war den Beschuldigten vor Prozessbeginn bekanntzumachen. Außerdem hatten die Angeklagten ein „letztes Wort.“

### Berufung und Revision
Gegen die Urteile der Tribunale war innerhalb von 24 Stunden Berufung zulässig. Die Entscheidungen wurden einem Appelationstribunal zur Revision vorgelegt, dessen Urteil unanfechtbar war.

## Prozesse
Als Gerichtsort wurde Saigon bestimmt. Verbrechen wie „Führen eines Angriffskriegs“ und „Verbrechen gegen die Menschheit“ wurden nicht angeklagt, sondern einzelne (Massen-)Mordtaten, Vergewaltigung, Misshandlung Kriegsgefangener usw.
Unterlagen zu einzelnen Prozessen sind aufgrund der sich entwickelnden Bürgerkriegssituation kaum erhalten. Ende Dezember 1949 erwarteten noch etliche Beschuldigte ihren Prozess. Hinrichtungen fanden noch im März 1951 statt.
Soweit bekannt, wurden in 39 Verfahren von 230 Angeklagten 198 (86,1 %) verurteilt. Es kam zu 63 Todesurteilen, von denen 26 vollstreckt wurden. Die Verurteilungen von 37 Angeklagten erfolgten in absentia.